# Giacomo Giuseppe Federico Delpino
Giacomo Giuseppe Federico Delpino (Chiavari, 27 de diciembre de 1833 - Nápoles, 14 de mayo de 1905) fue un entomólogo, y botánico italiano, que realizó importantes observaciones sobre la polinización floral por insectos, siendo el primero en reconocer el importante concepto de síndrome floral.

## Carrera
Originalmente fue estudiante de matemáticas en Génova, para en 1851 toma una excursión botánica a Constantinopla (hoy Estambul) y a Odessa. En 1871 concursó para la "Escuela Forestal de Vallombrosa", y en 1875 al profesorado de Botánica en Génova, y más tarde al profesorado de Nápoles.
Fue uno de los fundadores de la biología floral moderna,  junto a Hermann Müller, y mantuvo correspondencia con Charles Darwin desde 1867 en adelante. Fue pionero en el concepto de síndrome floral. En 1869 fue crítico con la teoría de Darwin de lapangénesis, a la que Darwin respondió.

## Obra
- Delpino F. 1867. Sugli apparecchi della fecondazione nelle diante antocarpee
- Delpino F. 1968. Ulteriori osservazioni sulla dicogamia nel regno vegetale
- Delpino, F. 1869. Sulla darwiniana teoria della pangenesi. Rivista Contemporanea LVI: 196-204 & LVII: 25-38
- Delpino F. 1874. Ulteriori osservazioni e considerazioni sulla dicogamia nel regno vegetale. 2 (IV). Delle piante zoidifile. Atti. Soc. Ital. Sci. Nat. 16:151–349

## Honores

### Eponimia
- (Agavaceae/ amaryllidaceae) Delpinoa gracillima H.Ross[4]